# Pupazzo di neve/Io me ne andrò
Pupazzo di neve/Io me ne andrò è un singolo di Wilma De Angelis pubblicato dalla casa discografica Ariston Music nel 1981. 

## Descrizione
Il brano musicale Pupazzo di neve è stata la sigla della trasmissione televisiva culinaria Telemenú, trasmessa su Telemontecarlo.

## Tracce
1. Pupazzo di neve
2. Io me ne andrò